# رامبو (لعبة فيديو 1987)
رامبو (باليابانية:ランボー) ، هي لعبة فيديو من نوع مغامرات الأكشن ، طورت من قبل شركة باك إن جيم ووزعت شركة أكليم إنترتنمننت سنة 1988م ، وتعمل لنظام نينتندو إنترتينمنت سيستم ، وهي مقتبسة من الفيلم الشهير رامبو: الدم الأول 2.

## قصة اللعبة
يطلب العقيد ترومان من رامبو بالبحث عن أسرى الأمريكيين الذين اعتقلهم الجيش الفيتنامي في جمهورية فيتنام وذلك بهدف تصوير الأسرى الأمريكيين وعدم قتل أي جندي فيتنامي أو إصابته أو إيذائه والعودة إلى القاعدة العسكرية الأمريكية مباشرة ، وأجبر رامبو بالموافقة ، إلا أن جون رامبو نفسه رفض موافقة ترومان وحرر الأسرى الأمريكيين.

## وصلات خارجية
- رامبو على موقع IMDb (الإنجليزية)

- Rambo (NES) guide في موقع ستراتيجي ويكي